# ツェルネッツ

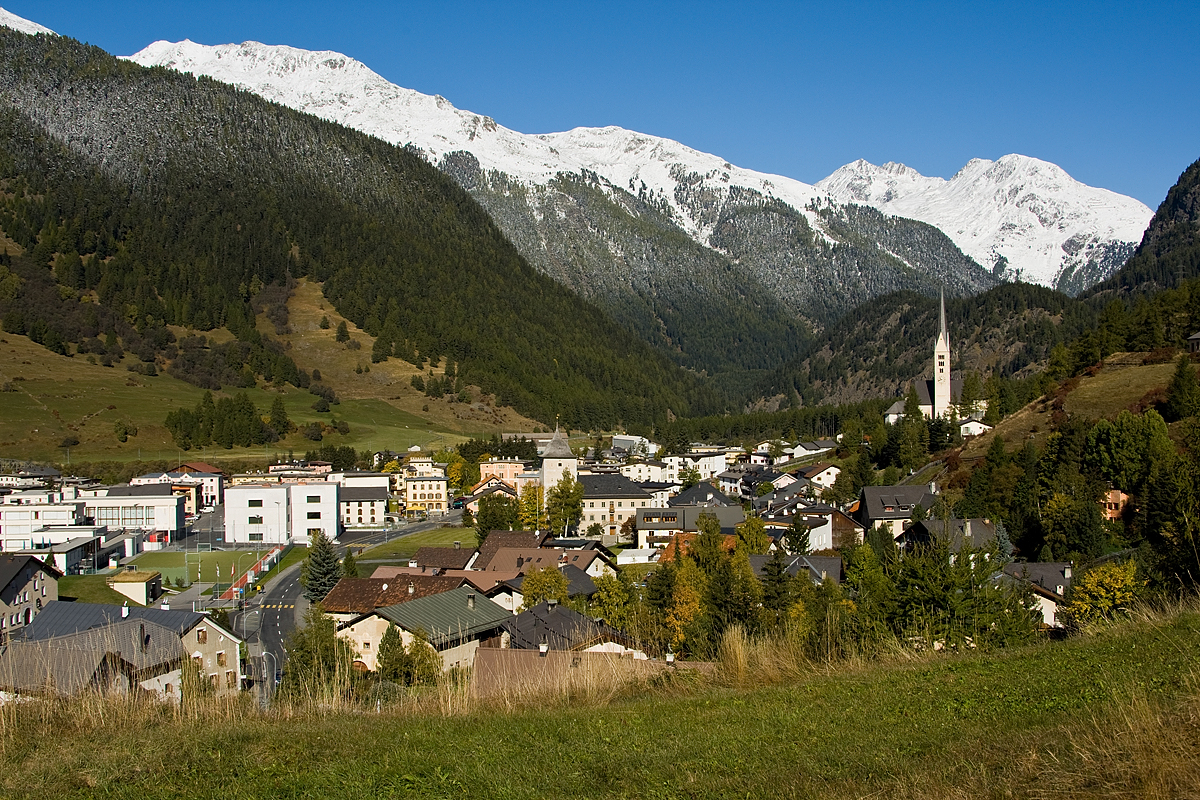
ツェルネッツ全景

ツェルネッツ（ドイツ語: Zernez）は、スイス東部、グラウビュンデン州のエンガディン地方にある基礎自治体。フリューエラ峠、アルブラ峠、オッフェン峠の間に位置するため、歴史的にスイス、イタリア、オーストリアを結ぶ交通の要衝としての役割を果たしてきた。1872年の大火の後、町は再建された。
スイスで唯一の国立公園の玄関口にもなっており、2008年に新しく完成したナショナル・パーク・センター（National Park Centre）には、さまざまな動植物の生態が展示されている。
ツェルネッツの村を歩くと、他のエンガディン地方の町同様、スグラッフィートで飾られた家壁が目につく。村の中心部には、プランタ・ヴィルデンベルグ城、高台には1367年に建てられたバロック建築様式の教会がある。
ツェルネッツにはスイス、グラウビュンデン州を中心に路線を持つレーティッシュ鉄道が通ると同時に、ポストバスがスイス国立公園やダヴォスなど各方面との間を結んでいる。またフェライナトンネルの開通（1999年）により、ランドクワルト、チューリッヒ方面からの列車のアクセスも便利になった。